# Муратов, Сергей Владимирович
Серге́й Влади́мирович Мура́тов (31 мая [12 июня] 1881, Санкт-Петербург, Российская империя — 2 мая 1949, Свердловск, РСФСР, СССР) — русский учёный, астроном, по образованию — горный инженер, видный представитель научно-технической интеллигенции Петербурга конца XIX века и первой половины XX века.
Известен как создатель новой для России специальности инженеров точной механики и оптики и российской школы инженеров по этой специальности, учебного заведения нового типа — Ленинградского института точной механики и оптики (ЛИТМО) и его первый заведующий учебной частью; учёный секретарь естественно-научного института имени П. Ф. Лесгафта; учредитель и активный почётный член Русского общества любителей мироведения (РОЛМ); один из основателей уральской астрономической школы. Подвергся репрессиям. Реабилитирован через 40 лет после кончины.

## Рождение, ранние годы
Сергей Владимирович Муратов — единственный сын Владимира Николаевича Муратова, который родился в 1848 году, умер в 1921 году в Петрограде. Он известен как учредитель и почётный член Русского общества любителей мироведения, ведущий специалист по гидрографическому оборудованию Морского министерства (заведующий депо мореходных инструментов), практический ботаник-цветовод, действительный статский советник.
Оценка деятельности В. Н. Муратова

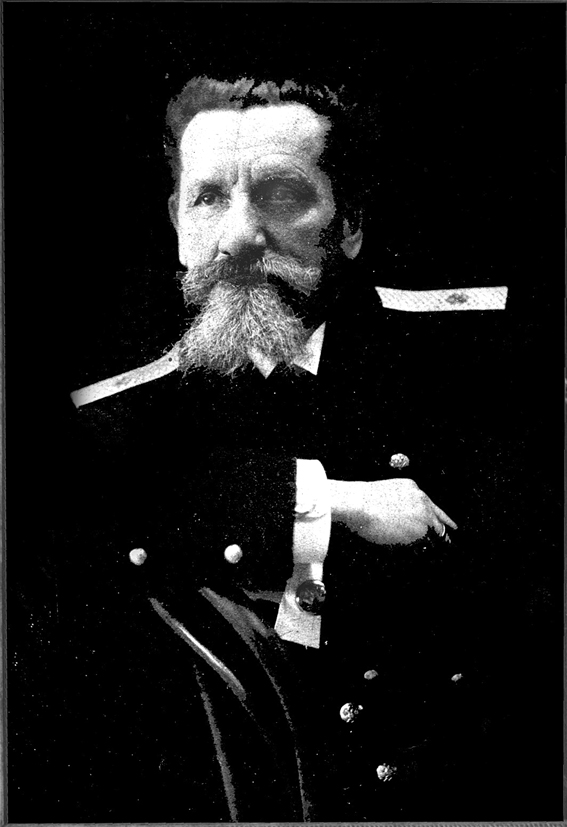
Владимир Николаевич Муратов

Непосредственный начальник В. Н. Муратова, начальник Гидрографического управления генерал-майор Вилькицкий, Андрей Ипполитович, известный исследователь Сибири и отец Бориса Вилькицкого в своём письме Товарищу Морского министра докладывает:
«…В течение почти 35 летней своей деятельности г. Муратов во всех разнообразных занятиях, ему поручавшихся, проявлял не только усердие и исполнительность, но глубокие знания как теоретическаго, так и практическаго характера и настолько выделялся над обычным уровнем добросовестного отношения к служебному долгу, что Управление находит необходимым хлопотать о вознаграждении его вне обычных правил… Вследствие этого… вознаграждение Статского Советника Муратова пенсией вне правил и в особо усиленном размере есть дело необходимости, почему Управление и считает долгом … об этом ходатайствовать»
Мать Сергея Владимировича — дочь коллежского асессора Софья Федоровна Муратова (в девичестве Закаменная), родилась в 1856 году и умерла в 1918 году в Петрограде.
Детские годы его прошли в доме отца, который известен в истории Петербурга как место проведения первых собраний Русского общества любителей мироведения.

## Становление

слева-направо Муратов, Васильев, Казицын, Мелков

Интерес к астрономии определился у меня внезапно — пишет он в своей ранней автобиографии. Когда мне было 12 лет, мне в руки попалась маленькая книжка Парвилля — «Астрономия в вопросах и ответах» в переводе С. П. Глазенапа. Было что-то особенно приятное знакомиться с работами астрономов из первых рук… Оказалось, что чем крупнее учёный, тем лучше он знал ремесла токарное, слесарное и оптическое. Наиболее выдающиеся наблюдатели сами делали свою аппаратуру…
Выдержав испытания по курсу дополнительного класса престижного Первого Санкт-Петербургского Реального Училища по основному отделению, Сергей Владимирович 2 июня 1898 года поступил в Горный Институт Императрицы Екатерины II. 15 декабря 1906 года он окончил курс наук в Горном Институте по I разряду по специальности горнозаводской механики со званием горного инженера. 5 января 1907 года Сергей Владимирович поступил на службу в Санкт-Петербургский монетный двор.

## Личная жизнь

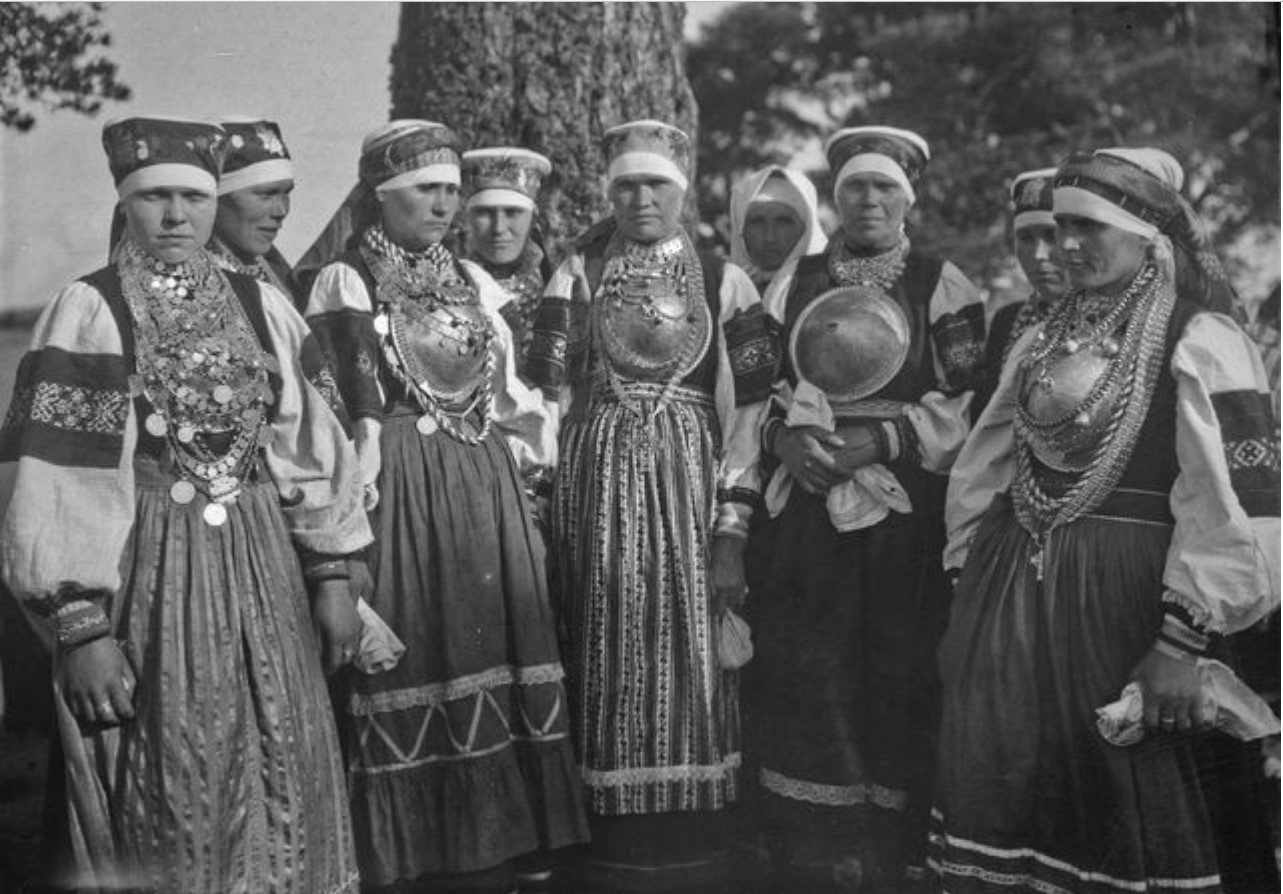
Свадьба. 18 января 1907 года

Помимо увлечения астрономией, Сергей Владимирович много времени уделял фотографии. Сделанные им снимки положили начало постоянно пополняемому семейному архиву.
18 января 1907 года он женится на Любови Леонидовне Тихомировой, дочери учредителя Русского общества любителей мироведения, протоиерея православной церкви Св. Екатерины на Васильевском острове и её историка Леонида Михайловича Тихомирова.

### Супруга Любовь Леонидовна Муратова
Оценка деятельности Л. Л. Муратовой
По окончании учебного заведения, диплом которого давал право на преподавательскую работу и был равносилен диплому нашего времени, выдаваемому высшим учебным заведением, Любовь Леонидовна стала преподавателем русского и французского языков. В частности, она преподавала в известной в то время своим либерализмом частной гимназии своей коллеги и подруги Песковской Е. И., племянницы Ульяновой М. А.
Исполнилось 35 лет педагогической деятельности Любови Леонидовны Муратовой — декана французского факультета Свердловского института иностранных языков… С благодарностью вспоминают свою требовательную учительницу тысячи питомцев тов. Муратовой — инженеры, педагоги, научные работники. С любовью и уважением относятся к ней студенты и педагоги Свердловского института иностранных языков, где тов. Муратова проявила себя преданным и высококвалифицированным работником, активным общественником.

### Дети
22 октября1907 года в Петербурге у них родился первый сын — Ростислав. В 1909 году второй сын — Гелий. Это имя было дано ему в честь открытия на Солнце ранее неизвестного элемента — гелия. По переезду в Свердловск они приняли активное участие в просветительской деятельности.
Муратов, Гелий Сергеевич. Инженер в области точной механики и оптики. Работал в Государственном Оптическом институте. Участник Великой Отечественной войны. За участие в сражении под Курском награждён боевой наградой — медалью «За отвагу». Умер в конце 1947 года от последствий контузии, полученной в этой битве.
Муратов, Ростислав Сергеевич. Доктор педагогических наук, профессор, заведующий тифлотехнической лабораторией НИИ дефектологии АПН СССР.

В 1935 году организует студию грамзаписи при Свердловской Консерватории и фабрику по производству граммофонных пластинок Свердловского кинотреста.

В послевоенные годы Р. С. Муратов становится организатором тифлотехнической лаборатории, которая в 1956 году была передана в НИИ дефектологии АПН СССР. Им был изобретён прибор для ориентирования слепых в пространстве — фотофон, а также аппарат для чтения слепыми плоскопечатного текста. О работах лаборатории он докладывал на состоявшейся в 1960 году в Лейпциге Международной тифлопедагогической конференции. В 1966 году выходит описание разработанной в лаборатории машины для чтения текста слепыми.
Оценка деятельности Р. С. Муратова

Р. С. Муратов — автор многих научных работ и большого количества приборов, обеспечивающих изучение слепыми и слабовидящими учебных предметов в полном объёме. Его научные интересы были широки, а направления исследований разнообразны. Им изучались пути компенсации и коррекции дефектов зрения с применением специальных технических средств, возможности моделирования восприятия слабовидящими иллюстративно-графической наглядности, объектов и процессов трудовой деятельности, разрабатывались оптические средства коррекции нарушенного зрения. Изобретения и научные работы Р. С. Муратова получили высокую оценку, удостоены большой серебряной медали ВДНХ.

Под его научным руководством велись поиски в создании читающих и обучающих машин, специальных комплексов для развития мобильности, разрабатывались технические средства преобразования и представления слепым и слабовидящим учебной информации и др.

Многое из этих поисков воплотилось в методических пособиях, рекомендациях, приборах, оптических средствах, что нашло отражение в практике работы школ для слепых и слабовидящих детей и оказало преобразующее воздействие на учебно-воспитательный процесс в них. Им подготовлена плеяда высококвалифицированных специалистов, преданных и влюбленных в своё дело, способных и дальше развивать чрезвычайно актуальное направление исследований в тифлопедагогике. Р. С. Муратов был активным участником научных сессий по дефектологии Всесоюзных педагогических чтений, ряда международных конференций по тифлопедагогике. Он оказывал большую действенную помощь ордена Трудового Красного знамени Всероссийскому обществу слепых, а также республиканским обществам в применении тифлотехнических приборов в целях обучения взрослых слепых, культурному обслуживанию и организации их труда.
Ростислав Сергеевич Муратов скончался 22 августа 1983 года в Ленинграде.

## Организация Русского общества любителей мироведения

В «Мирном». Вторая слева — Л. Л. Муратова. Инициаторы создания РОЛМ: Муратов С. В.; Муратов В. Н.; Тихомиров Л. М. Внизу: Г. и Р. Муратовы

В 1908 году Сергей Владимирович вступает в Русское астрономическое общество (РАО), состоявшее из профессионалов, а летом 1908 года он совместно со своим отцом и тестем, а также несколькими своими друзьями, собравшись на одной из дач Леонида Михайловича Тихомирова в его имении «Мирное», решают основать Русское Общество Любителей Мироведения (РОЛМ) и составляют проект его устава

31 января 1909 года Сергей Владимирович приглашает от имени учредителей РОЛМ на должность Председателя общества своего старшего друга, известного народника, вышедшего по амнистии из заключения — Николая Александровича Морозова . Товарищем председателя был избран С. В. Муратов

каковым и являлся в течение трёх сроков. После образования астрономической секции РОЛМ в 1912 году, перешёл в неё в качестве учёного секретаря. В дальнейшем Сергей Владимирович был избран почётным членом общества и заместителем председателя астрономической секции.
.

## Работа и деятельность конца 1900-х — 1920-е годы
Одновременно с поступлением на службу на Монетный двор в 1907 году, поступил и учеником в механическую мастерскую Главной физической обсерватории. Здесь он проработал по вечерам 6 лет, пройдя все стадии — ученика, подмастерья и мастера. В 1910 году, то есть к 29 годам жизни, он обзаводится токарным станком и делает себе настоящий инструмент — экваториал рефлекторного типа с зеркалом 160 мм.
В 1911 году Сергей Владимирович построил экваториал для Севастопольской Морской Обсерватории и ряд других инструментов. К занятиям астрономией он приобщал и своих сыновей. С 1911 по 1914 год Сергей Владимирович работал в РОЛМ и РАО, выступал с докладами, главным образом в области конструкций астрономических приборов. 25 января 1913 года был назначен инженером для технических поручений Монетного Двора.
С апреля по май 1913 года исполнял обязанности архитектора Монетного Двора и старшего помощника Пробирер контролера. В 1914 году спроектировал и построил для РАО два коронографа для наблюдения предстоящего солнечного затмения.
В 1916 году С. В. Муратов меняет место работы и переходит на Государственный фарфоровый и стекольный завод заведующим оптико-механическим отделением, а в 1917 году назначается заместителем помощника директора завода. В том же году из-за невозможности наладить оптико-механическое производство в связи с подготовкой эвакуации завода и мобилизацией работников на фронт, он возвращается на Монетный Двор.
В 1918 году, уже при новом режиме, Сергей Владимирович назначается членом Коллегии по управлению Монетным Двором и командируется в Екатеринбург для приискания места для эвакуации Монетного Двора в связи с реальной опасностью захвата Петрограда немецкими войсками.
Ввиду предполагавшегося закрытия Монетного Двора в 1919 году С. В. Муратов перешёл на работу в Главную Физическую Обсерваторию и поступил на работу по совместительству в Научный институт им. Лесгафта, где директором был Н. А. Морозов.
В Петрограде в свободное от основных занятий время, по вечерам, он преподаёт математику на образовательных курсах для матросов Балтийского флота в казармах имени Рошаля.
Такой же педагогической деятельностью занималась и Любовь Леонидовна.

Адрес, преподнесённый Л. Л. Муратовой её учениками

В эти годы в семье делается попытка заняться коммерцией. При помещении упразднённой церкви св. Екатерины, на Кадетской линии Васильевского острова, Владимир Николаевич, Сергей Владимирович и Леонид Михайлович создают мастерскую по производству морских навигационных приборов, на которых гравируется эмблема «МоНаПри», однако мастерская просуществовала недолго. Инициатором создания такой мастерской выступал ещё начальник гидрографического управления Вилькицкий, Андрей Ипполитович.
В 1920—21 годах Сергей Владимирович Муратов работает на Ладожской экскурсионной станции у маяка Осиновец и в 1921 году, ввиду назначения заведующим обсерваторией Института имени Лесгафта, отказывается от остальных служб. В период с 1921 по 1925 год он проводил текущую работу в этой обсерватории, вёл систематические наблюдения Луны и планет, результаты которых публиковал в «Известиях Русского Астрономического Общества» и созданного по инициативе Святского, Даниила Осиповича журнала «Известия Русского Общества Любителей Мироведения», переименованного ещё в 1917 году в журнал «Мироведение».
В том же здании Института, по адресу ул. Союза печатников 25а, С. В. Муратов получает квартиру. На крыше здания Сергей Владимирович немедленно создает астрономическую обсерваторию, спроектировав для неё первый в истории советской астрономии вращающийся купол диаметром 5,6 метра. Это дало ему право записать в автобиографии, что им была построена первая советская астрономическая обсерватория. В это же время, опираясь на собственный опыт, написал статью «Телескоп, его устройство и действие».
На втором съезде любителей мироведения — астрономии и геофизики — в 1928 году была высказана идея создания Всесоюзного астрономо-геодезического общества (ВАГО).

## Создание Ленинградского института точной механики и оптики (ЛИТМО)
Первым в России учебным заведением, призванным обеспечить подготовку слесарно-механических подмастерий и подмастерий по оптическим приборам стало Ремесленное училище имени Цесаревича Николая, которое было создано 27 июня 1875 года в Санкт-Петербурге,
28 февраля 1900 года Государственный Совет вынес решение об организации в этом училище механико-оптического и часового отделений. Председателем совета училища был назначен член Государственного Совета, «отец русской индустрии» граф Витте, Сергей Юльевич. С этого дня принято отсчитывать время существования учебного заведения, ставшего потом Институтом точной механики и оптики.

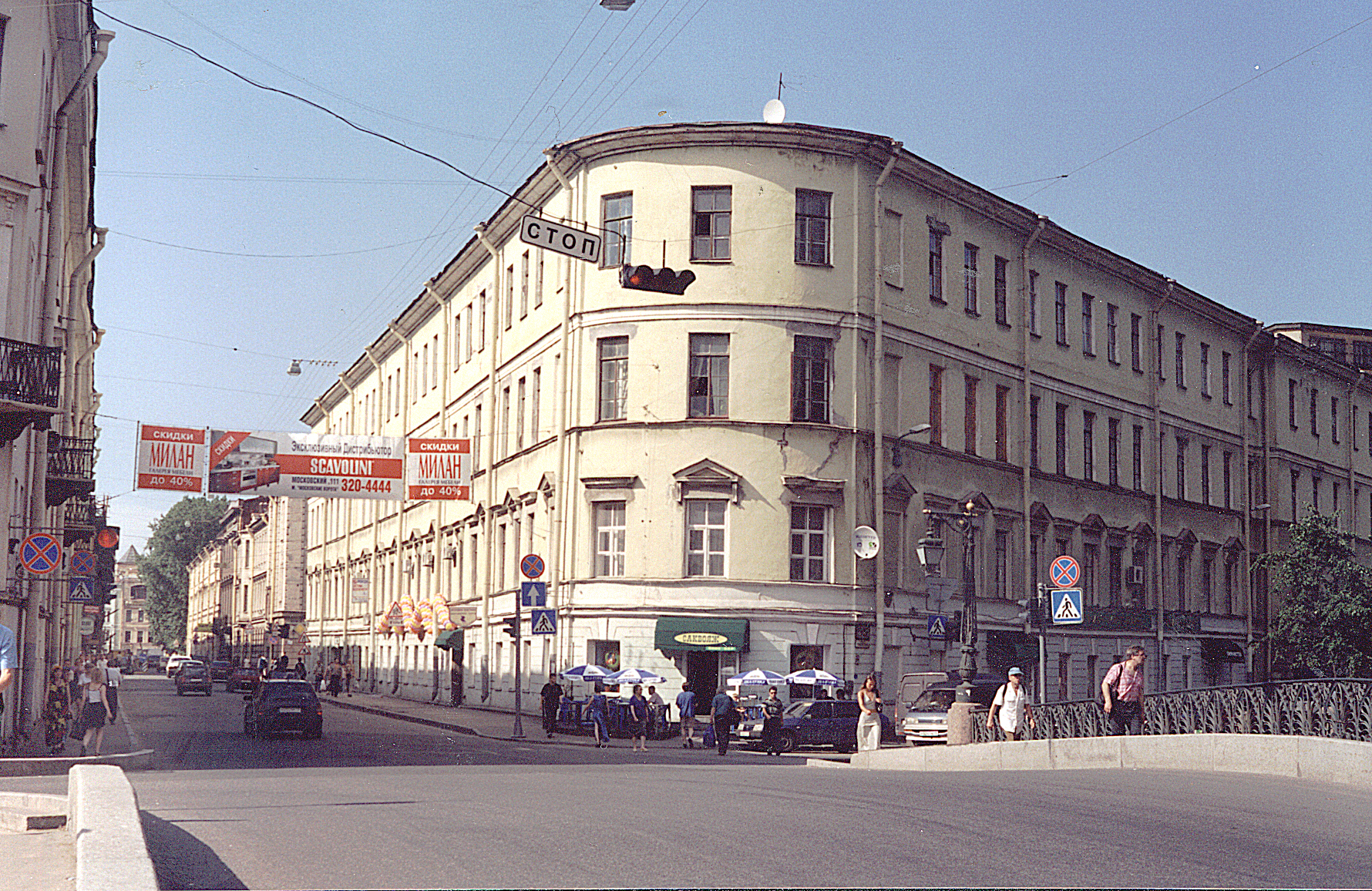
Первое здание ЛИТМО. Демидов пер.10

Здание, находившееся по адресу: Демидов (ныне Гривцов) переулок 10, было надстроено. Затем, уже в 1922 году, на базе этого отделения училища были созданы: Техническая школа точной механики и оптики и Техникум точной механики и оптики.
Впоследствии они были преобразованы Н. Б. Завадским и С. В. Муратовым, продолжившими дело, начатое С. Ю. Витте, в высшее учебное заведение — Институт Точной механики и оптики.
В 1925 году Сергей Владимирович приглашается в Техникум точной механики и оптики для того, чтобы создать, а затем и читать курс астрономических и геодезических инструментов. Одновременно его пригласили и в Ленинградский Фото-Кино-техникум для создания курса по астрономической фотографии и его чтения. Тогда же он построил двойной короткофокусный астрограф.
В 1926 году Сергей Владимирович организует оптическую и механические мастерские при астрономической обсерватории Института Лесгафта. В это же время он спроектировал и построил солнечный телескоп и вёл на нём систематическое фотографирование Солнца, спроектировал и построил прибор для изучения мерцания звёзд. В 1927 году Сергей Владимирович собрал 5-дюймовый экваториал для филиала обсерватории в селе Борисовка Курской области и летом этого же года систематически фотографировал на нём различные области Млечного Пути. В этом же году он был избран членом Совета Русского астрономического общества.
В 1929 году он был избран Ученым секретарем Научно-исследовательского института им. Лесгафта, а в Техникуме точной механики и оптики был назначен заведующим учебными мастерскими. Ввиду большой загрузки работой отказался от участия в Совете РОЛМ.

Диплом Honoris Causa Муратова С. В.

В 1930 году Сергей Владимирович был назначен заведующим учебной частью Техникума точной механики и оптики и отказался, ввиду занятости, от остальных должностей.
Президент Академии наук А. П. Карпинский также считал «…своевременным и целесообразным учреждение высшего учебного заведения по подготовке инженеров — точных механиков, оптиков и часового производства…»
, поскольку тогда объективно существовала острая нехватка кадров высшей квалификации по этим направлениям. В решении совещания Главпромкадра от 5 апреля 1930 года была признана целесообразной организация учебного комбината в составе института точной механики, техникума и профшколы.
Сергей Владимирович принял на себя основной объём работы и в этом же году организовал Комбинат точной механики и оптики в составе Института, дневного и вечернего техникумов и Профшколы, и был назначен заведующим Учебной частью комбината.
Вплоть до октября этого года производилось укомплектование всех курсов профессорско-преподавательским составом, разрабатывались программы, обеспечивался надлежащий контингент студентов, оборудовались лаборатории. В этой работе активное участие принимали специалисты Всесоюзного треста оптико-механической промышленности (ВТОМП) и Государственного оптического института (ГОИ).

На заседании научного сектора ВТОМПа 11 октября 1930 года Сергей Владимирович докладывает: 
Созданный Учебный комбинат состоит из института с 3,5 годичным сроком обучения, дневного и вечернего техникумов и профшколы со следующим распределением учащихся: на первом курсе института- 265, на втором — 111, на третьем 79 и на четвёртом — 61 студент. (Появление студентов на старших курсах объяснялось переводом студентов из старших групп техникума и приемом студентов из других вузов)
В этом же году Сергей Владимирович был избран профессором Института точной механики и оптики (ставшего по существу первым в России приборостроительным вузом) по курсу астрономических и геодезических приборов и деталей точной механики. Одновременно без защиты диплома он был удостоен введённой впервые в России квалификации инженера точной механики и оптики и в честь признания его заслуг получил персональный диплом за № 2 (диплом № 1 был выдан директору Комбината, профессору Норберту Болеславовичу Завадскому). Наконец, в этом же году Сергей Владимирович спроектировал и построил спектральный прибор для наблюдения солнечных протуберанцев.

## Разгром РОЛМ
К началу 30-х годов Русское общество любителей мироведения жило полнокровной общественно-научной жизнью и сделало большие успехи в отношении как численного роста своих членов, так и в области расширения и углубления тематики. Так, если в 1909 году в Обществе состояло всего 20 членов, то к 1929 году их число возросло до 2400.
Поводом для открытия дела против Совета РОЛМ послужила передача в органы ГПУ дневника, который вёл старый друг Сергея Владимировича, секретарь Общества В. Казицин, где, в частности, содержались записи, начинавшиеся словами «Как сказал Сергей Владимирович…»

Муратов С. В. под следствием.

Ликвидация РОЛМ произошла в промежутке между политическими кампаниями Красного террора
 и Большого террора.
Против членов Совета РОЛМ и ряда активных членов Общества было сформировано дело. Как указано в протоколе задержания от 4 января 1931 года, Сергей Владимирович был обвинён в преступлении, предусмотренном статьей 58 части 10, 11, 14 Уголовного Кодекса РСФСР и препровождён в тюрьму. На него, как и на других арестованных мироведов, было открыто дело № 4897, зафиксированное позже обществом «Мемориал».
В показаниях Муратова С. В. по делу РОЛМ, зафиксированных в архиве «Мемориала», записано (орфография и стиль текста показаний сохранены):
 Я часто ругал существующий строй, так как нам не давали работать в том объёме, как это нужно. Вторым моментом, объясняющим выражение недовольства существующим строем в нашем кругу объясняется тем, что мы — дореволюционная интеллигенция всегда стояли в оппозиции к существующему строю, так как это впитывается в плоть и кровь нашими родителями

По рассмотрению следственного материала было принято постановление: «…Муратов Сергей Владимирович достаточно изобличается в том, что состоит членом антисоветской группы, ведет а/советскую агитацию и в своей работе проводит вредительскую линию». В постановлении Полномочного Представительства ОГПУ по этому делу от 7 апреля 1931 г. содержится ходатайство о применении к Муратову Сергею Владимировичу следующей меры социальной защиты: 5 лет концлагеря. Выездная сессия Коллегии ОГПУ от 12 апреля 1931 г. постановила выслать его на Урал сроком на три года, считая срок с 4 января 31 г.
Само общество было закрыто
Преподавал физику и математику в сельскохозяйственном и медицинском техникумах города Кудымкар Коми-Пермяцкого округа. Совершенно неожиданно, благодаря стечению обстоятельств он был переведён в Свердловск. Оказалось, что его дело рассматривал весьма высокий чин, который оказался Фёдором Клоповым, сыном садовника Владимира Николаевича Муратова.
Морозов удалился в своё имение Борок. Однако, его контакты с Сергеем Владимировичем не прекратились. Последнее письмо Морозова:
«Дорогой Сергей Владимирович! Пишу Вам только маленькую приписочку. Благодаря тому, что завершаю огромную работу „Основы теоретической Метеорологии и Геофизики“, в которую ввел не только действия Солнца и Луны, но и невидимых центров нашего галактического Космоса. Я так погрузился в работу, что не имею времени для чего-нибудь другого, и Ксана пишет письма не только за себя, но и за меня. Крепко обнимаю Вас и уверен, что мы ещё не раз увидимся. Всем сердцем Ваш. Николай Морозов. 16 янв. 1942.»

## Основание астрономической школы на Урале

Сергей Владимирович и Гелий Сергеевич Муратовы на строительстве обсерватории

После переезда в Свердловск, Сергей Владимирович организовал при Свердловском университете механическую мастерскую, в которой построил приборы для астрономической обсерватории и кабинета. Одновременно он читал курсы общей, сферической и практической астрономии. В этом же году он назначается заведующим кафедрой астрономо-геодезии и гравиметрии Университета, став, таким образом, первым заведующим кафедрой по этой специальности в городе .
В 1934 году он проектирует и строит с помощью студентов из досок от железнодорожных вагонов 3 павильона с вращающимися куполами для универсала, 5-дюймового рефрактора и 8-дюймового рефлектора и раздвижной павильон для пассажного инструмента, а также проектирует и строит упомянутые инструменты, создав, таким образом, первую на Урале профессиональную астрономическую обсерваторию.
В 1935 году организовал и наладил учебную практику студентов на обсерватории и в кабинете. В 1936 году организовал систематический прием радиосигналов времени и передачу этих сигналов учреждениям и гражданам Свердловска по телефону. Он же организовал экскурсию студентов в полосу полного солнечного затмения. На эту экскурсию была приглашена и, бывшая студенткой — членом астрономического кружка, руководимого Сергеем Владимировичем — Клавдия Александровна Бархатова
В 1937 году окончил постройку электрического секундного маятника с кварцевым стержнем для астрономических часов.
Для руководства кафедрой астрономии из Казани был приглашен профессор Яковкин, Авенир Александрович. В принципе они превосходно дополняли друг друга, олицетворяя единство теории и практики. Но Сергей Владимирович перешёл в Государственный педагогический институт, на его географический факультет, продолжая читать в университете курсы общей астрономии, астрофизики и звездной астрономии. Он прекрасно понимал, что без хорошо подготовленных учителей астрономии самостоятельной Уральской научной школы в области астрономии не создать.
В 1938−39 гг. Сергей Владимирович разрабатывает проект станка для шлифовки реверсионных уровней и станка для нанесения дальномерных штрихов геодезических приборов, публикуя сообщение об этом в журнале «Оптико-механическая промышленность». В этом деле принимает участие и его младший сын Гелий Сергеевич.
В 1939 году он спроектировал и построил клиновой астрофотометр и клиновой микрофотометр. Спроектировал и построил лабораторный спектрограф. Разработал программу практических занятий по астрофизике.
В 1940 году Муратов спроектировал и построил два павильона с откатными крышами для астрографа и универсала. Тогда же собрал полученный из Дальневосточного университета двойной астрограф, спроектировал и создал для него камеру и вёл на нём практические занятия со студентами. В этом же году завершил организацию в пединституте астрономо-геодезического кабинета, спроектировав и построив для него наглядные учебные пособия, а также построил павильон для 4-дюймового телескопа, установка которого выполнена в мастерской университета по его проекту. Составил конспект лекций по астрофизике для университета и по топографии для географического факультета пединститута.
В 1943 году построил опытный образец прибора для фотографирования метеоров и разработал его теорию. Сделал с ним пробные снимки. Участвовал в разработке технологии изготовления уровней для военных нужд. Разработал проекты регуляторов для часовых механизмов и дозировки химических процессов.

## Последние годы жизни
.

Муратов С. В.со своими студентами. В центре — К. А. Бархатова

Ещё в 1945 г после отъезда Яковкина Сергей Владимирович вернулся в штат Университета в качестве и. о. зав. кафедрой астрономии. После окончания войны он разработал проект капитального ремонта обсерватории и руководил экспериментальной работой аспиранта. Установил телескоп непосредственно под окнами своего кабинета. В этом году был награждён медалью «За доблестный труд в Великой Отечественной войне» и нагрудным знаком «Отличник народного просвещения РСФСР».
Последние годы своей жизни он посвятил интенсивной преподавательской деятельности, активно участвуя в лекционной работе, в том числе в «Обществе по распространению политических и научных знаний». С 1934 по 1949 год он руководил лучшим в университете студенческим научным объединением — астрономическим кружком, из которого вышла будущий организатор астрономической обсерватории университета в селе Коуровка, доктор наук Бархатова К. А., именем которой впоследствии была названа эта обсерватория.
Напряжённая работа и смерть младшего сына в конце 1947 года (с точностью до недели предсказанная при его рождении мироведами) сильно подорвали здоровье Сергея Владимировича. После серии повторяющихся конфликтов с представителями идеологического фронта, 2 мая 1949 года он скончался. Официальной причиной его смерти была названа эмфизема лёгких.
Похоронен на Михайловском кладбище Екатеринбурга.

## Оценка
Сергей Владимирович был любимцем Университета и Пединститута. Он умел все — и строить павильоны и создавать астрономические инструменты, и увлекать молодежь. Даже его лекция о календарях слушалась, как приключенческий рассказ…Студенты возле него держались, и от помощников отбоя не было…. читал свободно, без всяких записей. Начинал и заканчивал точно по звонку, кланялся и уходил; студентов называл по имени-отчеству,…Будучи страстным энтузиастом астрономии, прекрасным лектором и автором ряда книг по оптическому приборостроению, за короткое время сплотил вокруг себя студентов — любителей астрономии, силами которых и создавалась при Университете Астрономическая обсерватория… 
За его гробом, который через весь город от Университета до кладбища по центральному проспекту города Свердловска несли на руках его студенты и коллеги, шла многочисленная колонна, в которой были практически все сотрудники Университета. Движение по проспекту было остановлено и постовые милиционеры отдавали честь.
Лишь 29 сентября 1989 г, то есть после 40 лет забвения, когда многие из тех, кто лично знал Сергея Владимировича ушли из жизни, уже новый состав Прокуратуры г. Ленинграда на основании статьи I Указа Президиума Верховного Совета СССР от 16 января 1989 года « О дополнительных мерах по восстановлению справедливости в отношении жертв политических репрессий, имевших место в период 30 −40-х и начала 50-х годов» реабилитировала Муратова Сергея Владимировича.

## Достижения
Муратов, Сергей Владимирович оставил после себя следующее наследие, что признается специалистами в данной области, как заметный вклад:
1. Созданную им, совместно с Завадским Н. Б., новую для России инженерную специальность и отечественную школу специалистов высшей квалификации в области точной механики и оптики, в списке которых он занимает второе с начала (после директора — Завадского) место.
2. Созданное им высшее учебное заведение нового типа — Институт точной механики и оптики — ведущий ВУЗ государства в области приборостроения.
3. Русское общество любителей мироведения (РОЛМ), давшее, в частности, толчок к возникновению отечественной космонавтики, разогнанное в годы Красного террора, но, тем не менее, ставшее одним из источников, на базе которых впоследствии возникло ВАГО — Всесоюзное астрономо-геодезическое общество.
4. Уральскую школу специалистов в области астрономии[42] и первую на Урале профессиональную астрономическую обсерваторию.

Упоминания о нём неоднократно встречаются через полвека после смерти.
- Его имя упоминается в вызывающих доверие справочных изданиях, включая местные (краеведческие).
- Он вел профессорскую работу в ведущем и уникальном вузе по своей специальности — ЛИТМО.
- Он был членом Русского астрономическое общество (РАО) и принимал активное участие в его деятельности.
- Он занимал видное положение (товарища председателя) в РОЛМ — обществе общенационального масштаба.
- Он выполнял функции ректора (в современном смысле этого слова), как руководителя учебной и научной работы, являясь первым завучем ЛИТМО.

### Печатные статьи в «Известиях Русского астрономического общества»
- О строении лунных гор;
- Наблюдения Луны;
- Астрономическая труба;
- О фотографировании поверхностей планет;
- Неоднородность физического строения Солнца;
- Сравнительные достоинства рефракторов и рефлекторов;
- Высокогорные обсерватории;
- О фотографировании метеоров.

### Печатные статьи в «Известиях Русского общества любителей мироведения»
- Заметки об астрономических трубах;
- Телескопическое изображение звёзд;
- Данные для расчета отражательных телескопов;
- К вопросу о постройке любительского телескопа-рефлектора любителей мироведения;
- Заметки Дауса (Dowes) о способах и особенностях астрономических наблюдений;
- Большие и малые телескопы;
- Фотография Вуда в ультрафиолетовых лучах;
- Оценка телескопических изображений по солнечному ореолу и шкале Пикеринга;
- Солнечный телескоп обсерватории РОЛМ;
- Школьные обсерватории;
- Часовые механизмы для телескопов любителей мироведения;
- К наблюдениям Юпитера;
- Изготовление линз.

### Печатные статьи в «Постоянной части русского астрономического календаря»
- Астрономическая труба;
- Изучение астрономического режима.

### Печатные статьи в «Известиях Научного института им. П. Ф. Лесгафта»
- Сцинтиллометр Montigny в изменённой конструкции;
- Упрощенные способы микрометрического движения экваториалов по прямому восхождению;
- Атмосферный режим в Борисовке Курской области.

### Печатные статьи в «Ученых записках Свердловского государственного университета»
- Муратов С. В. Автономный секундный электрический маятник с кварцевым стержнем // Ученый записки СГУ. 1937. Вып. 2. Физико-математический.

### Брошюры
- Муратов С. В. Небесная фотография. Л., 1929;
- Муратов С. В. Телескоп и его устройство и действие. Л., 1922;
- Муратов С. В. Зеркальный телескоп и его изготовление Л., 1923;
- Муратов С. В. Серебрение зеркал. Л., 1924.

### В «Технической энциклопедии», изд-во Тов. «Просвещение»
- Редактирование и отдельные статьи Отдела астрономии

### Печатные статьи в «Русском астрономическом календаре»
- Муратов С. В. Астрономическая труба из очковых стекол // Русский астрономический календарь за 1946 г.

### В рукописи
- Муратов С. В. Конспект лекций по практической астрофизике;
- Муратов С. В. Морфология Луны;
- Муратов С. В. Секундный электрический импульсатор;
- Муратов С. В. Неподвижный 5 ky-petrol с выпуклым зеркалом;

### Изобретения
- Муратов С. В. Прибор для автоматического нанесения дальномерных сеток в геодезических и других оптических приборах(1931 год);
- Муратов С. В. «Электрический секундный импульсатор для контроля часовых механизмов телескопов» (1937 год)[2];